# City Gate (Frankfurt)
Das City Gate, zuvor Büro Center Nibelungenplatz (BCN), ursprünglich Shell-Hochhaus, ist ein Hochhaus in Frankfurt am Main. Das ursprünglich knapp 90 Meter hohe Gebäude wurde am 15. Oktober 1966 bezogen und diente als Hauptverwaltung des Shell-Konzerns. 1993 wurde das Gebäude aufwändig saniert und dabei auf 110 Meter erhöht. Bis heute ist es das höchste Gebäude im Stadtteil Nordend.

## Lage
Das Hochhaus liegt am Nibelungenplatz, einem wichtigen und verkehrsreichen Knotenpunkt im Nordend. Dort treffen die Nibelungen- und Rothschildallee (Frankfurter Alleenring, B 8) auf die Friedberger Landstraße (B 3) und die Stadtteilstraßen Nordendstraße und Hallgartenstraße.

## Geschichte

### Bau
Das Hochhaus war Teil eines den gesamten nördlichen Alleenring umfassenden Bebauungsplans, der eine Umwandlung zur Schnellstraße und Punkthochhäuser an allen wichtigen Straßenkreuzungen vorsah. Der Plan wurde allerdings bis auf ein weiteres Gebäude an der Kreuzung mit der Eschersheimer Landstraße nicht weiter verfolgt. Das Hochhaus am Nibelungenplatz wurde von 1964 bis 1966 für das Mineralölunternehmen Shell errichtet und war zu diesem Zeitpunkt bis 1972 das höchste Hochhaus in Frankfurt am Main. Im Volksmund deswegen als Shellhaus bezeichnet. Initiator war des Weiteren der Immobilieninvestor Josef Buchmann. Im zweigeschossigen Keller wurde – der damaligen Atomkriegsfurcht entsprechend – für den Notfall ein Atomschutzbunker eingerichtet, der als Tiefgarage genutzt wird.

### Umbau
Die ursprüngliche dem schmucklosen internationalen Stil folgende Fassade aus vorgehängten Aluminiumplatten existiert heute nicht mehr. Im Frühjahr 1989 wurde das Hochhaus im Wege einer Zwangsversteigerung durch die im Besitz von Christian Krawinkel befindliche CKV Vermögensverwaltung München (heute Berlin) erworben. Der neue Eigentümer initiierte einen Architektenwettbewerb an dem u. a. das international renommierte Architekturbüro Murphy-Jahn und Novotny Mähner Assoziierte teilnahmen. Den Zuschlag erhielt das Offenbacher Architekturbüro Novotny Mähner Assoziierte. Bereits 1989 wurde mit den ersten Sanierungsmaßnahmen begonnen. Anstelle der ursprünglichen, geschosshohen Fensterelemente erhielt das Hochhaus eine vorgehängte Aluminium-Glas-Konstruktion im System Schüco SK 60 V mit Festverglasung im Bereich der Fenster und Sandwich-Paneele im Decken- und Brüstungsbereich. Die Stahlblechkassetten dieser Paneele mit einer Dämmung aus 90 mm dicken Mineralfaserplatten verhindern im Brandfall zugleich den Feuerüberschlag. Die Aluminium-Konstruktion des Hauptgebäudes hat eine stahlblaue, die der Treppenhaus-Anbauten eine graphitschwarze Pulverbeschichtung. Das Hochhaus erhielt zur Seite des Nibelungenplatzes einen Panorama-Aufzug. Die Sockelbebauung nimmt Bezug zu den umgebenden Gebäuden. Zwei Treppenhäuser wurden installiert und eine Rotunde auf das bestehende Haus aufgesetzt. Im Zuge der Sanierung wurde auch der Freiraum vor dem Gebäude am Nibelungenplatz neu gestaltet. Nach Fertigstellung wurde das Bürohaus komplett durch die CKV neu vermietet. 2015 erwarb ein amerikanischer Investor das Gebäude. Im Anschluss wurden Sanierungs- und Umgestaltungsarbeiten im Gebäude und in den Außenanlagen durchgeführt.

## Sonstiges
- Das Bürohochhaus war bis 2013 ein ständiger Drehort für die ZDF-Fernsehserie Ein Fall für zwei, da der Anwalt seine fiktive Kanzlei in diesem Gebäude in der Rotunde im 27. OG hatte. Der in den Folgen stets gezeigte Rundblick auf die Frankfurter Skyline ist ein Erkennungsmerkmal der Serie.
- Das Hochhaus ist u. a. Sitz des Generalkonsulats des Königreichs Spanien, der Frankfurt University of Applied Sciences, des Berami e. V., des Bürgerhospitals (Verwaltung), einer Rechtsanwaltskanzlei, eines Versicherungsmaklers und eines Supermarkts.
- Im Mai 2019 wird die Radio Group Holding GmbH sowie der Lokalsender Antenne Frankfurt in das 27. Stockwerk des Gebäudes einziehen.[3]